# 马庆雄
马庆雄（1927年9月—2012年4月19日）。曾用名马汉珪（或马汉圭），男，原籍广东潮阳，生于泰国曼谷，中国传媒人物，中华人民共和国广播电影电视部原副部长，中华全国新闻工作者协会原副主席，第七、八届全国政协委员。